# Самервил (Пенсилванија)
Самервил (енгл. Summerville) град је у америчкој савезној држави Пенсилванија.

## Демографија
По попису из 2010. године број становника је 528, што је 3 (0,6%) становника више него 2000. године.
| Група             | 2000.       | 2010.       |
| Белци             | 515 (98,1%) | 521 (98,7%) |
| Афроамериканци    | 0 (0,0%)    | 0 (0,0%)    |
| Азијати           | 0 (0,0%)    | 0 (0,0%)    |
| Хиспаноамериканци | 0 (0,0%)    | 1 (0,2%)    |
| Укупно            | 525         | 528         |